# Mietshaus Wilhelm Zimmermann (Stettin)
Das Mietshaus Wilhelm Zimmermann in Stettin ist ein Wohngebäude, das sich an der Ecke von Mazurska-Straße (vor dem Zweiten Weltkrieg: Preußische Straße) und Monte-Cassino-Straße (vor dem Zweiten Weltkrieg: Arndtstraße) befindet. Es liegt in der Stettiner Stadtsiedlung Centrum im Bezirk Śródmieście.

## Geschichte
Der Architekt W. Trost war der Autor des ersten Entwurfs des Gebäudes, der 1894 für den Kaufmann Louis Cohn erstellt wurde. Drei Jahre später wurde das Grundstück von dem Architekten Wilhelm Zimmerman erworben. Nachdem er den ursprünglichen Entwurf geändert hatte, errichtete er ein vierstöckiges Eckgebäude. Von 1905 bis zum Zweiten Weltkrieg wechselte das Mietshaus noch mehrere Male den Besitzer. Bei den Bombenangriffen auf Stettin wurde das Dach des Gebäudes zusammen mit dem dritten Stockwerk zerstört. Nach Kriegsende wurde das Gebäude in vereinfachter Form wiederaufgebaut, ohne die beschädigten Details zu restaurieren. Nach einiger Zeit wurde das Steildach entfernt und ein zusätzliches Stockwerk aufgesetzt.
Im Inneren des Gebäudes sind die Fliesen in den Vorräumen, der Stuck an den Wänden und Decken sowie einige der Treppengeländer erhalten geblieben.